# I'm the Same, I'm an Other
Pour plus de détails, voir Fiche technique et Distribution.
I'm the Same, I'm an Other est un film dramatique belge réalisé par Caroline Strubbe et sorti en 2013.

## Distribution
- Kimke Desart
- Zoltán Miklós Hajdu
- Mark Hanney